# 黔鱷屬
黔鱷屬（學名：Qianosuchus）是種水生主龍類，生存於三疊紀中期（安尼西階）的中國貴州省盤縣，屬於關嶺組。化石是兩個幾乎完整的身體骨骼、一個壓碎的頭顱骨。